# Gymnochiromyia inermis
Gymnochiromyia inermis är en tvåvingeart som först beskrevs av Collin 1933.  Gymnochiromyia inermis ingår i släktet Gymnochiromyia och familjen gulflugor. Arten är reproducerande i Sverige. Inga underarter finns listade i Catalogue of Life.